# Štěpánka Štěpánová
Štěpánka Štěpánová (13. prosince 1906, Bílsko – 19. září 1992, Praha) byla česká zpěvačka, operní pěvkyně-altistka, která disponovala krásným plným altem tmavě sametové barvy. Mezi její velké přednosti patřila také srozumitelnost operního zpěvu a herecké nadání.
Zpěvu se věnovala od svého dětství. Hudební vědu a zpěv vystudovala v Bratislavě, kde absolvovala v roce 1932. V letech 1930–1933 působila nejprve v ostravské opeře, od roku 1933 z popudu tehdejšího šéfdirigenta Opery Národního divadla v Praze Otakara Ostrčila působila až do roku 1977 jako sólistka Národního divadla v Praze. Zde postupně vytvořila přes 200 různých postav.
Z mnoha jejích rolí vynikala zejména Bizetova Carmen, kterou hrála a zpívala přibližně 300krát.
Kromě opery se také věnovala interpretaci písní a písňových cyklů. V závěru života se také věnovala pedagogické činnosti.
Zemřela roku 1992 v Praze. Byla pohřbena na Vinohradském hřbitově.

## Hostování
- 1931 Záhřeb
- 1943 Drážďany

## Diskografie

### CD disky
- Přemysl Kočí, Štěpánka Štěpánová, Sbor a - Tajemství. Komická opera o 3 dějstvích, Bedřich Smetana, libreto Eliška Krásnohorská, vydal Supraphon, dirigent Jaroslav Krombholz
- Leoš Janáček: Zápisník zmizelého

## Filmografie
- 1980 Blues pro EFB